# Boråskuriren
Boråskuriren som var tidningens fullständiga titel, var en gratistidning utgiven i Borås under tiden 1 augusti 2011 till 3 december 2014.

## Redaktion
Redaktionen satt i Borås på adressen Kyrkängsgatan 8. Ansvarig utgivare för tidningen var Anna-Karin Jansson och uppgifter om redaktör saknas. Tidningen gavs ut en dag veckan på torsdagar 1 januari 2013 till årets slut och sedan 2014  på onsdagar. Tidningen hade en  bilaga Bostadskuriren, del 2.

## Tryckning
Förlag  för tidningen hette Alingsåskuriren förvaltnings aktiebolag  i Alingsås som också gav ut tidningen Alingsåskuriren. Tidningens tabloidsidor trycktes i fyrfärg och upplagan var 58 000 som distribuerades gratis till alla hushåll i Borås och Bollebygd. Tidningen hade 24 -48 sidor och trycktes av tryckeriet Bold Printing Group i Borås.

## Nedläggning
Gota media, moderbolag till Borås tidning, köpte upp sin konkurrent Boråskuriren och lade ned tidningen. Tidningen hade då sju personer anställda och  utgångsläget var att såväl utgivning som arbetstillfällen upphör för de anställda. Gota Media menar att Boråskuriren inte lyckats hävda sig i konkurrensen med konkurrenterna Borås Tidning och Xtra Borås. Gota media satsar på sin egen Xtra Borås, som ges ut av Borås Tidning. Anställda på Boråskuriren ser det inte så utan menar att Gota media köpt en konkurrent man ville bli av med.